# Twoje Radio (Stargard)
Twoje Radio (dawniej Radio Stargard) – stacja radiowa pokrywająca swoim zasięgiem prawie cały obszar województwa zachodniopomorskiego. Rozgłośnia rozpoczęła nadawanie 15 maja 2014 roku o godzinie 15:15. Początkowo stacja emitowała swój program wyłącznie na częstotliwości 90,3 MHz pod nazwą Radio Stargard. W 2017 roku rozgłośnia zmieniła swoją nazwę na Twoje Radio, w związku z rozszerzaniem zasięgu jej nadawania.

## Historia
Początki rozgłośni sięgają 2014 roku, wówczas 15 maja stacja rozpoczęła nadawanie programu pod nazwą Radio Stargard. Obejmowało ono swoim zasięgiem Stargard oraz okoliczne gminy, takie jak Dolice, Kobylanka, Marianowo, Stara Dąbrowa. Jego start wspierany był przez pochodzącą ze Stargardu aktorkę Ewę Kasprzyk. Siedziba rozgłośni została ulokowana w Stargardzkim Centrum Kultury. Slogan antenowy stacji brzmiał: Twoje Radio Stargard.
W 2017 roku w związku z rozwojem stacji oraz rozszerzeniem zasięgu, jej nazwa została zmieniona na Twoje Radio. 15 czerwca 2018 roku rozgłośnia oficjalnie rozpoczęła nadawanie w Myśliborzu na częstotliwości 97,4 MHz. 30 września 2018 uruchomiła nadawanie na częstotliwości 94,7 MHz w Koszalinie. W tym samym roku rozgłośnia zaczęła nadawać na 99,5 MHz w Świnoujściu. Na początku 2023 roku rozgłośnia wygrała organizowany przez KRRiT konkurs na nadawanie w Goleniowie na częstotliwości 101 MHz, rozpoczynając nadawanie na niej w październiku 2024 roku. Z kolei w styczniu 2025 roku rozgłośnia wygrała konkurs na nadawanie w Lipianach na częstotliwości 104,3 MHz.

## Częstotliwości[11]
- Stargard – 90,3 MHz
- Koszalin – 94,7 MHz
- Myślibórz – 97,4 MHz
- Świnoujście – 99,5 MHz
- Goleniów – 101,0 MHz
- Lipiany – 104,3 MHz (częstotliwość planowana)[10]

## Audycje[12]
- Dzień dobry! – poranny program rozrywkowy nadawany w godzinach 6:00-10:00 od poniedziałku do piątku. Poruszane są w nim zagadnienia lokalne. Słuchacze mogą również wziąć udział w konkursach antenowych. Elementem programu jest poranna rozmowa nadawana o 8:03 – Gość dnia.
- Twój dzień – pasmo nadawane od poniedziałku do piątku, pomiędzy 10:00 a 15:00. Prezentowane są w nim lokalne tematy, a także w 2 blokach o 10:30 i 14:30 wiadomości kulturalne.
- Na Twojej Fali – popołudniowy program realizowany od 15:00 do 20:00. Słuchaczom przedstawiana jest w nim m.in. bieżąca sytuacja na drogach.
- Sposób na weekend – program nadawany w sobotę oraz niedzielę. W niedzielnej wersji programu słuchacze mają możliwość przekazywania życzeń i pozdrawiania swoich bliskich.
- Dance mix – audycja nadawana w piątki i soboty, w której prezentowana jest muzyka taneczna.
- Na sportowej fali – audycja sportowa nadawana w poniedziałki od 19:00 do 20:00.
- Rap po godzinach – audycja młodzieżowa, w której prezentowane są informacje dotyczące rapu i hip-hopu. Nadawana jest w każdy czwartek od 20:00 do 21:00.
- Tydzień z głowy – sobotni program nadawany pomiędzy 8:00 a 10:00, w którym podsumowywane są wydarzenia minionego tygodnia.
- Bieg historii – audycja nadawana w ostatnią sobotę miesiąca pomiędzy 10:00 a 11:00, w której prezentowane są zagadnienia historyczne.
- Twoje kino – audycja filmowa nadawana w soboty pomiędzy 16:00 a 18:00.
- Muzyka łączy pokolenia – program, w którym prezentowana jest muzyka z dawnych lat. Nadawany w niedziele od 7:00 do 9:00.
- Urwisowo – program dla dzieci, w którym prezentowane są przeboje muzyczne dla najmłodszych. Audycja emitowana jest w niedziele pomiędzy 9:00 a 10:00.
- To się nadaje do radia – audycja publicystyczna, w której poruszane są zagadnienia lokalne, dotyczące polityki i tematów społecznych. Nadawany w niedziele od 10:00 do 11:00.
- Kilwater – magazyn żeglarski nadawany w niedziele od 11:00 do 12:00, w którym popularyzowany jest jachitng.

Stacja emituje również lokalne serwisy informacyjne oraz sportowe.

## Dziennikarze[2][13][14][15]

### Prezenterzy (obecni i dawni)
- Wojciech Basałygo
- Paweł Palica

### Dziennikarze (obecni i dawni)
- Beata Łaptuta – szefowa newsroomu

- Wojciech Basałygo
- Paweł Bieg
- Jakub Dziakowicz
- Iwona Mazurek-Orłowska
- Marek Mikulski
- Patrycja Misiun
- Krystian Nakielski
- Sławomir Stańczyk
- Aleksandra Zalewska-Stankiewicz – szefowa anteny
- Szymon Cybulski
- Mateusz Iżakowski
- Przemysław Kaweński
- Krystian Kojder
- Karol Krzeszowiec
- Marek Ostrach
- Konrad Pawicki
- Marek Synowiecki
- Maciej Szymecki
- Konrad Traczyk
- Arkadiusz Urbanek
- Mateusz Warianka